# 2019冠狀病毒病芬蘭疫情
2019冠状病毒病芬蘭疫情，介紹在2019新型冠狀病毒疫情中，在芬兰發生的情況。2020年1月23日，2019冠狀病毒病疫情扩散至芬蘭。
2020年3月19日起，芬蘭開始关闭边境。4月7日，芬兰政府延长边境管制措施至5月13日。
2021年2月，芬蘭發現一種變異的COVID-19病毒Fin-796H。
截止2021年10月13日，芬兰共有148,672例2019冠状病毒病确诊病例，其中死亡1109例。

## 事件
2021年12月4日，芬兰总理桑娜·马林在成为新冠密切接触者后仍然前往夜店。12月8日，桑娜·马林向公众道歉。